# فوتبال در المپیک تابستانی ۲۰۰۴ – مسابقات مردان

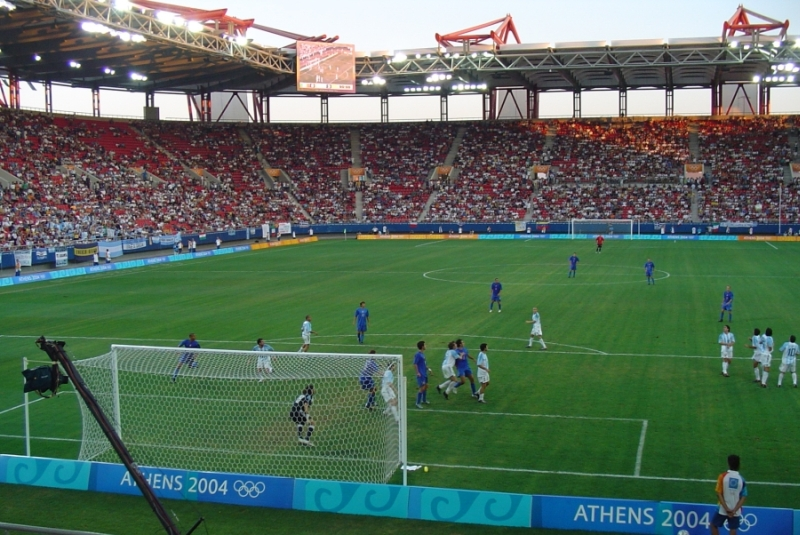
تصویری از یک مسابقه فوتبال

مسابقات مردان در المپیک تابستانی ۲۰۰۴، شامل ۱۶ تیم از شش کنفدراسیون قاره‌ای می‌شد که در چهارگروه قرعه‌کشی شدند و هرتیم با سه‌تیم دیگر گروه، یک‌بار بازی‌کرد. بازی پایانی آن در تاریخ ۲۸ اوت ۲۰۰۴ در ورزشگاه المپیک آتن در آتن، یونان برگزار شد. طی این مسابقات، تیم ملی فوتبال آرژانتین بر جایگاه نخست، تیم ملی فوتبال پاراگوئه بر جایگاه دوم، تیم ملی فوتبال ایتالیا بر جایگاه سوم، و تیم ملی فوتبال عراق بر جایگاه چهارم ایستاد.